# Калафат
Калафат (рум. Calafat) град је у крајњем југозападном делу Румуније, у историјској покрајини Влашка. Калафат је трећи по величини град у жупанији Долж. Име је добио (будући да се налази на Дунаву) по термину који означава "мајстора", који је члан бродске посаде, са улогом да поправља бродове и катранише пукотине. Град Калафат обухвата насеља Басараби, Голенци и Чуперчениј Веки.
Калафат је према последњем попису из 2021. године имао 10.866 становника.

## Географија
Град Калафат налази се у крајње југозападном делу државе, на самој граници са Бугарском. Град је смештен унутар покрајине Олтеније, мањег, западног дела Влашке. Од првог већег града, Крајове, град је удаљен 90 km југозападно.
Калафат се налази у области западне Влашке низије, на Дунаву, а наспрам бугарског града Видина. Положај града је изузетно повољан, будући да се на овом месту налази раскршће два велика европска коридора, Дунава и Коридора Софија - Крајова.
Територија града заузима површину од 138,05 km².

## Историја
У Калафату се налазио око 1800. године, манастир Св. Аврамија где су непослушни и кажњени духовници били затворени, на епитимији.
У месту су Турци били укопани на положају према Русима, током тог рата 1853-1854. године. Ту су се одвијале велике битке.

## Срби у Калафату
Претплатник српске историјске књиге у Букурешту био је 1837. године Јован Димитријевић из Калафата. Године 1852. Срби становници места су свечано обележили рођендан аустријског цара. Организатор славља на којем су били угледни мештани свих нација, био је Јосиф Аврамовић родом из Новог Сада. Трговац из Калифата, Сима Пазарац узео је два егземплара српске историјске књиге о хришћанству у Темишвару 1855. године. Српску књигу је набавио 1857. године у Крајови, житељ калафатски Василије Пападопулу.
Купили су Срби у Калафату 1870. године географско-статистичку књигу о Србији. Образован је претплатнички пункт у који су ушли све трговци: скупљач Јосиф Томић (родом из Панчева), Сима Пазарац, Јосиф Аврамовић, Сима Исајловић, Илија Ивановић, Никола Арнаудол, Максим Перовић, Јоца Барјактаревић, Ставра Становић, Сава Јосиповић, Лаза Лазаревић и Коста Узелац. Четири месна претплатника су 1875. године узимали српски часопис "Отаџбину" у Београду.
Познати румунски песник Николае Вуловић (1877—1916) очигледно српског порекла, рођен је у Калафату, умро је прерано, током Првог светског рата. Објавио је две песничке књиге на румунском језику.
Србин радник у једној дрварској фирми у том месту, Велимир Мариновић се истакао 1900. године. Око Божића те године спасао се препливавајући огромни, надошли Дунав, који је сасвим потопио острво Калуди, где је он са другим радницима секао дрва.

## Становништво
| 1948. | 1956. | 1966. | 1977.  | 1992.  | 2002.  | 2011.  | 2021.  |
| ----- | ----- | ----- | ------ | ------ | ------ | ------ | ------ |
| 8.251 | 8.069 | 9.483 | 15.568 | 20.445 | 18.858 | 17.336 | 13.807 |

Калафат је трећи највећи град у жупанији Долж. Према попису из 2021. године у њему је живело 13.807 становника, за 3.529 мање (-20,36%) у односу на претходни попис из 2011. на коме је било 17.336 становника.
Румуни чине већину становништва Калафата, а од мањина присутни су само Роми. Пре Другог светског рата Јевреји су чинили значајан део градског становништва.
| Етнички састав према попису из 2021.‍ | Етнички састав према попису из 2021.‍ | Етнички састав према попису из 2021.‍ | Етнички састав према попису из 2021.‍ | Етнички састав према попису из 2021.‍ |
| ------------------------------------ | ------------------------------------ | ------------------------------------ | ------------------------------------ | ------------------------------------ |
|                                      |                                      |                                      |                                      |                                      |
| Румуни                               | Румуни                               |                                      | 11.012                               | 76,76%                               |
| Роми                                 | Роми                                 |                                      | 711                                  | 5,15%                                |
| Македонци                            | Македонци                            |                                      | 62                                   | 0,45%                                |
| Италијани                            | Италијани                            |                                      | 4                                    | 0,03%                                |
| Остали                               | Остали                               |                                      | 9                                    | 0,07%                                |
| Непознато                            | Непознато                            |                                      | 2.009                                | 4,55%                                |

### Насеља
Град Калафат чине четири насеља.
| Насеље          | Румунски назив | Бр. ст. (2011) | Бр. ст. (2021) |
| --------------- | -------------- | -------------- | -------------- |
| Басараби        |                | 1.043          | 883            |
| Голенци         |                | 539            | 454            |
| Калафат         |                | 13.482         | 10.866         |
| Чуперчениј Веки |                | 2.272          | 1.604          |
| Град Калафат    |                | 17.336         | 13.807         |

## Галерија
- Карта града
- Градска кућа